# 笛木優子
笛木優子（日语：／ Fueki Yūko，1979年6月21日—），日本女演員。在日本拍過幾部電影及電視劇，便來到韓國發展，用「（柳敏）」這個藝名。2014年被曝与张佑赫交往数年。
柳敏近年回歸日本拍攝劇集。

## 作品列表

### 電視劇
- 2000年：CX《天気予報の恋人（日语：天気予報の恋人）》
- 2001年：CX《女子アナ（日语：女子アナ）》
- 2001年：MBC《悄悄愛上妳》
- 2002年：KBS《一起結婚吧》
- 2003年：SBS《All In 真愛賭注》（올인）
- 2003年：MBC《烈愛無間道》（좋은 사람）
- 2003年：SBS《狎鷗亭宗家》（압구정 종갓집）
- 2004年：SBS《玻璃畫》
- 2005年：SBS《不良主婦》（불량주부）
- 2006年：CX 飾 麻生 薰
- 2007年：EX《坏人们（日语：わるいやつら#2007.E5.B9.B4.E7.89.88）》飾  槇村隆子
- 2009年：TBS《RESCUE〜特別高度救助隊》飾 水野明日香
- 2009年：EX《恋爱小说家·伊崎龙之介》飾 伊崎／藤崎
- 2009年：KBS《IRIS》飾 日本内閣情報調査室國際部　佐藤江梨子
- 2009年：TBS《淺見光彥～最終章～（日语：淺見光彥～最終章～）》飾 小林朝美
- 2010年：TBS《ハンチョウ〜神南署安積班〜（日语：ハンチョウ〜神南署安積班〜）》飾 杉本美春
- 2010年：TBS《月曜ゴールデン・十津川警部シリーズ（日语：月曜ゴールデン・十津川警部シリーズ）》飾 劍持紗江子警部補
- 2010年：EX《警视厅继续搜查班（日语：警視庁継続捜査班）》飾 吉崎仁美
- 2010年：SBS《人生多美麗》飾 柳彩英
- 2011年：EX《最強名醫》飾 松村薰
- 2011年：CX《推理要在晚餐後》飾 手代木瑞穗
- 2012年：EX《科搜研之女11》飾 神埼早季子
- 2012年：TBS《浪花少年偵探團》飾 朝倉町子
- 2013年：KBS《IRIS 2》飾 佐藤江梨子
- 2013年：EX《天氣姐姐》飾 原口蘭
- 2013年：EX《SP〜警視庁警護課III（日语：SP〜警視庁警護課III）》飾 鐮田匠子
- 2013年：EX《Doctor-X～外科醫·大門未知子～2》飾 照井珠緒
- 2014年：NHK《軍師官兵衛》飾 御鮮（おせん）
- 2014年：TBS《出色的選TAXI》飾 野野山明步─第三話Guest
- 2014年：TX《孤獨的美食家 season4》飾 井澤由香里
- 2015年：CX《殘念丈夫》飾 大石香織
- 2015年：EX《科搜研之女15》飾 司麗香
- 2015年：ktv《警報 刑警×女友×完全惡女》飾 倉本真理
- 2015年：EX《相棒14》飾 星野玲奈
- 2016年：YTV《醫生專車（日语：ドクターカー (テレビドラマ)）》飾 安住紗那
- 2016年：ktv《醫療小組達文西女士的診斷》飾 村上夏海
- 2017年：NTV《太太 請小心輕放》飾 坂崎藍子
- 2018年：TBS《有家可歸的戀人們》飾 愛川由紀
- 2018年：NTV《高嶺之花》飾 今村佳代子
- 2022年：CX《前男友的遺書》飾 森川雪乃
- 2024年：EX《特搜9 season7》飾 小坂真子
- 2025年：CX《明天會是更好的一天》飾 工藤沙織

### 電影
- 2001年：《新雪國》(신설국)
- 2001年：《The Firefly》
- 2003年：《Jump》
- 2004年：《The Hotel Venus》
- 2005年：《青燕》(청연)
- 2006年：《公寓》(아파트)（客串）
- 2007年：《特別市的人們》(특별시사람들)
- 2011年：《朋友 Mooncake》
- 2011年：《家门的荣耀4》(가문의 수난)
- 2012年：《家门的荣耀5》

## 獎項
- 2003年：SBS演技大賞──新人賞

## 外部連結
- 官方网站
- 笛木優子的Instagram帳戶